# 山川鉃郎
山川 鉃郎（山川 鉄郎、やまかわ てつお、1954年〈昭和29年〉2月20日 - ）は、日本の郵政官僚、外交官。2013年（平成25年）から2017年までチェコ駐箚特命全権大使を務めた。

## 経歴・人物
京都府出身。洛星高等学校を経て、京都大学経済学部在学中に国家公務員採用上級試験に合格する。
1977年（昭和52年）京大を卒業し、郵政省に入省。以後は郵政省大臣官房企画課環境企画室長、郵政研究所通信経済研究部長、郵政省放送技術局衛星放送課長、総務省情報通信政策局総合政策課長、総務省総合通信基盤局国際部長等を歴任。
- 2006年（平成18年） 7月 総務省大臣官房総括審議官
- 2007年（平成19年） 7月 総務省情報流通行政局長
- 2010年（平成22年） 7月 総務審議官（国際担当）
- 2012年（平成24年） 9月 総務省顧問
- 2012年（平成24年） 9月 太平洋電気通信協議会日本委員会委員長
- 2013年（平成25年） 1月 財団法人郵政福祉嘱託員
- 2013年（平成25年） 9月 駐チェコ特命全権大使[1][2]。
- 2017年 (平成29年) チェコ特命全権大使離任、フジテレビジョン常勤顧問[3]
- 2018年（平成30年） 5月 太平洋電気通信協議会日本委員会委員長
- 2019年（令和元年）11月 一般社団法人量子ICTフォーラム顧問
- 2020年（令和2年） 12月一般財団法人日本ITU協会理事長

2024年（令和6年）春の叙勲で瑞宝重光章受章。

## 同期
- 桜井俊（元総務事務次官）
- 髙橋亨（日本郵便元社長・前会長）
- 南方敏尚（かんぽ生命保険元副社長）
- 中田睦（元KDDI常務、元総務省政策統括官）